# 杨志明
杨志明（1955年1月—），山西朔州人，中华人民共和国政治人物。

## 生平
1982年，毕业于山西大学经济系经济学专业，此后供职于太原市北郊区大队，后升任山西省清徐县委副书记、清徐县县长。山西省乡镇企业总公司副经理、经理。山西省临汾地委副书记。1998年，升任山西省副省长。后调任甘肃省委常委、副省长。2003年，升任中华人民共和国人力资源和社会保障部副部长。2015年7月卸任中华人民共和国人力资源和社会保障部副部长一职。